# Hedera maroccana
Hedera maroccana — є одним з видів роду Hedera, який є рідним для атлантичного узбережжя в Північній Африці. Її загальна назва є Плющ Марокко.
Це вічнозелена рослина скелелаз, що росте до 20-30 метрів, на відповідних поверхонь (дерева, скелі, стіни), а також зростає як ґрунтопокривна, де немає вертикальних поверхонь. Вона піднімається за допомогою повітряних корінців, які чіпляються до різноманітних природних підкладок. У теплому кліматі, зростає більш швидкими темпами і набуває хороших розмірів трохи швидше, ніж відповідні H. hibernica, H. helix.
| Гібіскус | Це незавершена стаття про квіткові рослини. Ви можете допомогти проєкту, виправивши або дописавши її. |